# 多变花楸
多变花楸（学名：Sorbus astateria）为蔷薇科花楸属的植物，是中国的特有植物。分布于中国大陆的云南等地，生长于海拔1,500米至2,700米的地区，常生长在溪旁杂密林中和阴坡岩石山上，目前尚未由人工引种栽培。